# یوسی اوتسو
یوسی اوتسو (انگلیسی: Yosei Otsu؛ زادهٔ ۷ اوت ۱۹۹۵) بازیکن فوتبال اهل ژاپن است.